# インドの内閣一覧
インドの内閣一覧（インドのないかくいちらん）は、1947年の独立以降のインド政府の歴代内閣の一覧である。

## 歴代内閣の一覧
| 内閣                                   | 発足日         | 総選挙  | 政権与党       | 首相                                 |
| -------------------------------------- | -------------- | ------- | -------------- | ------------------------------------ |
| インド暫定政府                         | 1946年9月2日   | 1945    | インド国民会議 | ジャワハルラール・ネルー             |
| 第1次ネルー内閣                        | 1947年8月15日  | 1945    | インド国民会議 | ジャワハルラール・ネルー             |
| 第2次ネルー内閣                        | 1952年4月15日  | 1951-52 | インド国民会議 | ジャワハルラール・ネルー             |
| 第3次ネルー内閣                        | 1957年4月4日   | 1957    | インド国民会議 | ジャワハルラール・ネルー             |
| 第4次ネルー内閣                        | 1962年4月2日   | 1962    | インド国民会議 | ジャワハルラール・ネルー             |
| 第1次ナンダー内閣                      | 1964年5月27日  | -       | インド国民会議 | グルザーリーラール・ナンダー         |
| シャーストリー内閣                     | 1964年6月9日   | -       | インド国民会議 | ラール・バハードゥル・シャーストリー |
| 第2次ナンダー内閣                      | 1966年1月11日  | -       | インド国民会議 | グルザーリーラール・ナンダー         |
| 第1次インディラ・ガンディー内閣        | 1966年1月24日  | -       | インド国民会議 | インディラ・ガンディー               |
| 第2次インディラ・ガンディー内閣        | 1971年3月16日  | 1971    | インド国民会議 | インディラ・ガンディー               |
| モラルジー・デーサーイー内閣           | 1977年3月24日  | 1977    | ジャナタ党     | モラルジー・デーサーイー             |
| チョードリー・チャラン・シン内閣       | 1979年7月28日  | -       | ジャナタ党     | チョードリー・チャラン・シン         |
| 第3次インディラ・ガンディー内閣        | 1980年1月14日  | 1980    | インド国民会議 | インディラ・ガンディー               |
| ラジーヴ・ガンディー内閣               | 1984年10月31日 | 1984    | インド国民会議 | ラジーヴ・ガンディー                 |
| ヴィシュワナート・プラタープ・シン内閣 | 1989年12月2日  | 1989    | ジャナタ・ダル | ヴィシュワナート・プラタープ・シン   |
| チャンドラ・シェーカル内閣             | 1990年11月10日 | -       | ジャナタ・ダル | チャンドラ・シェーカル               |
| ナラシンハ・ラーオ内閣                 | 1991年6月21日  | 1991    | インド国民会議 | ナラシンハ・ラーオ                   |
| 第1次ヴァージペーイー内閣              | 1996年5月16日  | 1996    | インド人民党   | アタル・ビハーリー・ヴァージペーイー |
| デーヴェー・ガウダ内閣                 | 1996年6月1日   | 1996    | ジャナタ・ダル | デーヴェー・ガウダ                   |
| グジュラール内閣                       | 1997年4月21日  | -       | ジャナタ・ダル | インドラ・クマール・グジュラール     |
| 第2次ヴァージペーイー内閣              | 1998年3月19日  | 1998    | インド人民党   | アタル・ビハーリー・ヴァージペーイー |
| 第3次ヴァージペーイー内閣              | 1999年10月13日 | 1999    | インド人民党   | アタル・ビハーリー・ヴァージペーイー |
| 第1次マンモハン・シン内閣              | 2004年5月22日  | 2004    | インド国民会議 | マンモハン・シン                     |
| 第2次マンモハン・シン内閣              | 2009年5月22日  | 2009    | インド国民会議 | マンモハン・シン                     |
| 第1次モディ内閣                        | 2014年5月26日  | 2014    | インド人民党   | ナレンドラ・モディ                   |
| 第2次モディ内閣                        | 2019年5月30日  | 2019    | インド人民党   | ナレンドラ・モディ                   |